# Step and a step
「Step and a step」（ステップ・アンド・ア・ステップ）は、日本のガールズグループNiziUの楽曲。デビューシングルとして2020年12月2日にEpic Record Japanよりリリースされた。

## 背景とリリース
デジタルミニアルバム『Make you happy』より約5か月ぶりの新曲リリースとなった。前作はプレデビューとして位置付けられていたため、こちらが正式なデビュー作であり、かつ自身初のCD作品となる。
2020年10月2日、午前4時に本シングルの概要及びリリースが発表された。
表題曲は「ゆっくりでも一歩ずつ進んで行く、自分のペースで大丈夫」という、2020年の新型コロナウイルス流行の最中、一生懸命生きる世界中の人々へエールを贈るホットなメッセージソング。フレッシュでキラキラ輝くPOPな楽曲、中毒性の高いリズムに、ガーリーで躍動感溢れる魅力の弾ける楽曲なども収録。NiziUの新たな一面を楽しめる作品となっている。
初回生産限定盤A・B、通常盤、そしてファンクラブ限定のWithU盤全9種（各メンバーのソロバージョン）の合計12形態でリリースされた。
初回生産限定盤AにはDVD、Bには28P撮り下ろしフォト・ブックレット、通常盤とWithU盤には三つ折り歌詞ブックレットが付属。WithU盤はソロジャケット&ピクチャーレーベルの特別仕様となっている。
また、全タイプにランダムで形態別のトレーディングカード1種、WithU盤除く3形態にはシリアルナンバー入りチラシが封入されている。
11月25日、午前0時にMVが解禁された。同日にリードトラック『Step and a step』の単曲先行配信がスタートした。MV解禁後、24時間前に1000万再生を記録し、12月3日に3000万再生を突破した。同年12月18日には5000万再生を突破、2021年5月29日には再生回数が1億回に到達した。
また、MV再生回数が1億回を突破した2021年5月29日同日にはダンスパフォーマンス動画が公開された。

## プロモーション

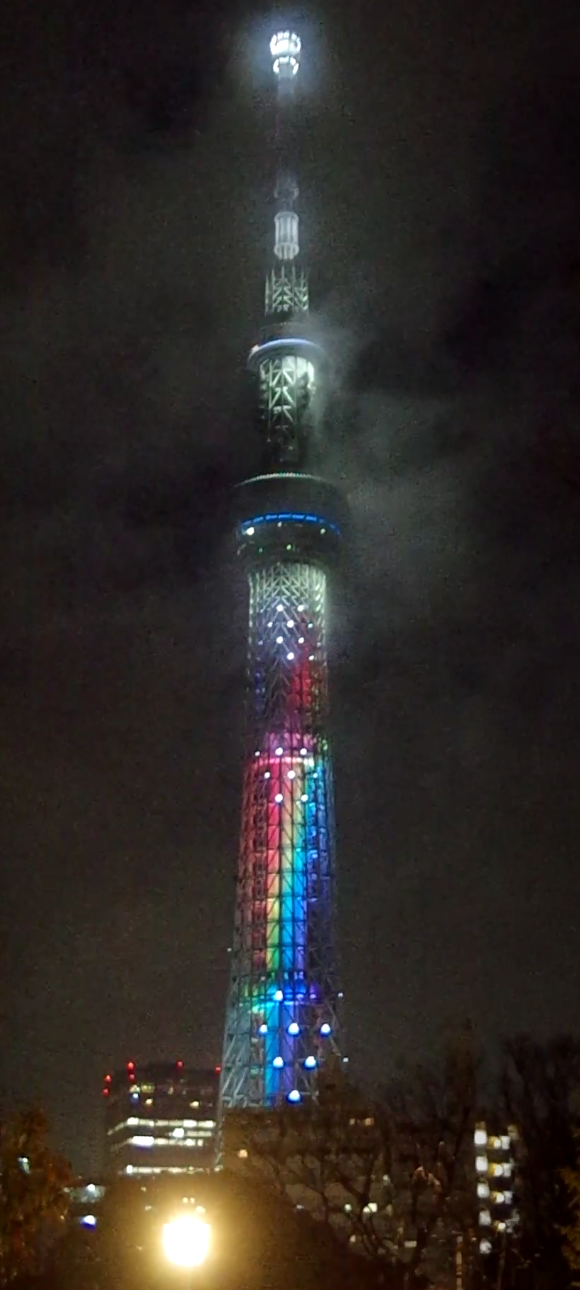
2020年12月2日に、正式デビューを記念して虹色にライトアップされた東京スカイツリー

- 初回限定盤A・B、通常盤[注 4][26]
  - ミート＆グリート オンライン
  - オンライントークショー - 20,020名限定
- WithU盤
  - オンライン個別サイン会[注 5][27][28]
- ローソンキャンペーン
  - 2020年11月10日より本作品のリリースを記念したキャンペーンがローソンで行われる[29]。
- 東京スカイツリー[30]
  - 本作のリリースを記念して、Nizi（虹）をイメージした特別なライティングを3日間（2020年12月2〜4日：17:30～24:00）限定で点灯。
  - 2020年12月2日～12月13日、「Make you happy」Music VideoでNiziUが実際に着用した衣装を天望回廊で期間限定で展示している。

## チャート成績
2020年12月1日付のオリコンデイリーCDシングルランキングで推定売上19万3584枚を記録し、初登場1位を獲得。
2020年12月14日付のオリコン週間CDシングルランキングにおいても推定売上31万1774枚を記録し、初登場1位を獲得した。
Billboard Japan Hot 100では先行配信時点の2020年12月7日付で4位で初登場し、ストリーミングは3位、ダウンロードは4位だった。その後、2週目の12月14日付で1位に上昇し、31万8562枚を売り上げセールスでも1位を獲得。ストリーミング、ダウンロードもそれぞれ2位、3位に上昇した。

### 認定と売上
|                                | 認定 (RIAJ) | 売上/再生回数      |
| ------------------------------ | ----------- | ------------------ |
| フィジカルCD                   | プラチナ    | 344,000 枚         |
| 「Step and a step」            |             |                    |
| ダウンロード                   | ゴールド    | 100,000* DL        |
| ストリーミング                 | ゴールド    | 100,000,000 回再生 |
| *認定のみに基づく売上/再生回数 |             |                    |

## タイアップ
Step and a step
- ロッテ「Fit's」CMソング[37]

Joyful
- コーセー「カールキープマジック」CMソング[38]

Sweet Bomb!
- 「SHIBUYA109 XMAS × NiziU」CMソング[39]

## ライブパフォーマンス
Step and a step
- 2020年11月25日、日本テレビ系列『日テレ系音楽の祭典 ベストアーティスト 2020』に初出演し、リリース前に世界初披露した[40]。
- 2020年12月31日、TBSテレビ系列『CDTVライブ!ライブ!年越しスペシャル 2020→2021』に出演しフルメンバーによる初歌唱が行われた[41]。

## 収録トラック

### 初回生産限定盤・通常盤
| #         | タイトル            | 作詞                                         | 作曲                                   | 編曲                                   | 時間  |
| --------- | ------------------- | -------------------------------------------- | -------------------------------------- | -------------------------------------- | ----- |
| 1.        | 「Step and a step」 | J.Y. Park "The Asiansoul"、Yui Kimura、KENTZ | J.Y. Park "The Asiansoul"              | J.Y. Park "The Asiansoul"、Lee Hae Sol | 3:21  |
| 2.        | 「Joyful」          | KENTZ                                        | KENTZ、Junya Maesako、Yui Mugino       | KENTZ                                  | 3:30  |
| 3.        | 「Sweet Bomb!」     | Safari Natsukawa                             | TRIPPY、TIM TAN、CIARA MUSCAT          | TRIPPY                                 | 2:55  |
| 4.        | 「Make you happy」  | J.Y. Park "The Asiansoul"、Yuka Matsumoto    | J.Y. Park "The Asiansoul"、Lee Hae Sol | J.Y. Park "The Asiansoul"、Lee Hae Sol | 3:04  |
| 合計時間: | 合計時間:           | 合計時間:                                    | 合計時間:                              | 合計時間:                              | 12:50 |

| #         | タイトル                                          | 作詞  | 作曲・編曲 | 時間  |
| --------- | ------------------------------------------------- | ----- | ---------- | ----- |
| 1.        | 「Step and a step」(Performance Video)            |       |            | 3:23  |
| 2.        | 「Step and a step」(Jacket Shooting Making Movie) |       |            | 12:40 |
| 合計時間: | 合計時間:                                         | 16:03 |            |       |

### WithU盤
| #         | タイトル            | 作詞                                         | 作曲                             | 編曲                                   | 時間 |
| --------- | ------------------- | -------------------------------------------- | -------------------------------- | -------------------------------------- | ---- |
| 1.        | 「Step and a step」 | J.Y. Park "The Asiansoul"、Yui Kimura、KENTZ | J.Y. Park "The Asiansoul"        | J.Y. Park "The Asiansoul"、Lee Hae Sol | 3:21 |
| 2.        | 「Joyful」          | KENTZ                                        | KENTZ、Junya Maesako、Yui Mugino | KENTZ                                  | 3:30 |
| 合計時間: | 合計時間:           | 合計時間:                                    | 合計時間:                        | 合計時間:                              | 6:51 |